# Oude kasteel van Temse

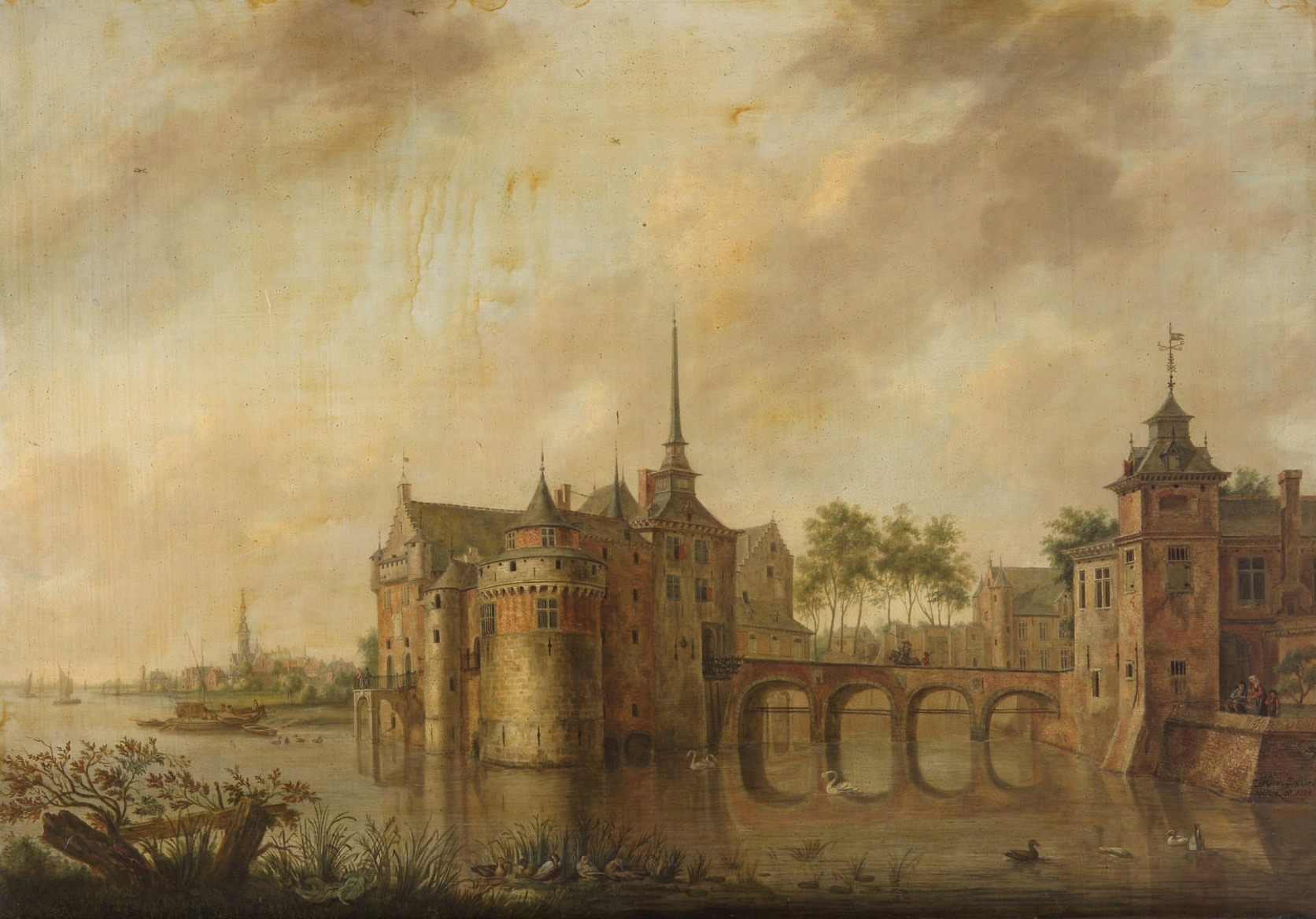
Het oude kasteel van Temse in 1774, door Hendrik Frans de Cort. Dit schilderij was eigendom van Karel van Lotharingen, landvoogd van de Oostenrijkse Nederlanden

Het oude kasteel van Temse, ook gekend als 'de (oude) burcht', 'Arcques', 'Hercken' of 'Herkenstein', was een kasteel/waterburcht dat gelegen was aan de linkeroever van de Schelde in Temse. Het bestond reeds vóór de 12e eeuw en werd afgebroken in 1782. Meer noordwaarts van het oude kasteel, werd  van 1783 tot 1787 een nieuw kasteel gebouwd in classicistische stijl, dat op zijn beurt werd gesloopt in 1965 om plaats te maken voor het zwembad van Temse. Van het oude kasteel zijn geen restanten overgebleven, behalve het huidige Scheldepark, dat behoorde tot het domein van het oude en nieuwe kasteel. In het gemeentemuseum van Temse is een maquette te zien van het oude kasteel.

## Ligging

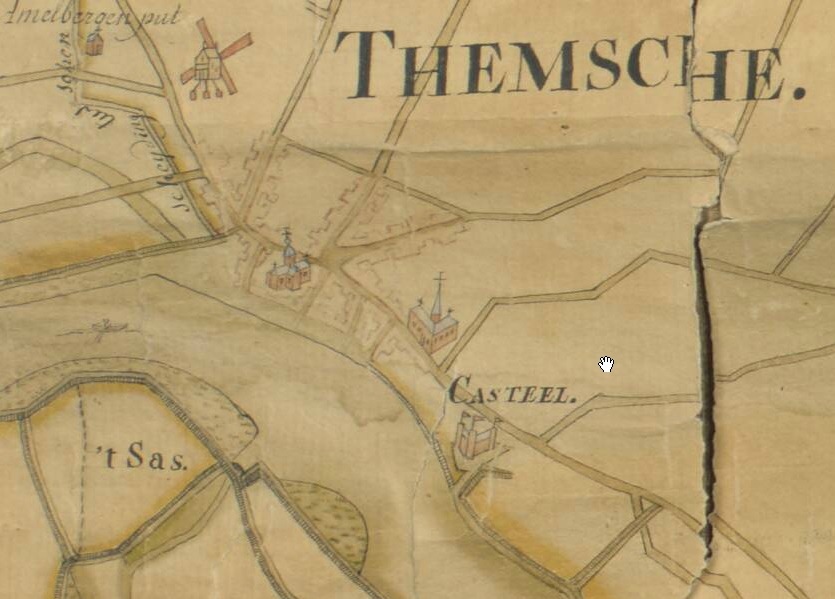
Het oude kasteel van Temse op een kaart uit 1772

Het oude kasteel was oostelijk, stroomafwaarts van het centrum van Temse gelegen. De burcht was strategisch gelegen en maakte oorspronkelijk deel uit van de versterkingsgordel aan de linker Scheldeoever (andere burchten waren gelegen te Rupelmonde, Bazel en Kruibeke), in de tijd dat de Schelde de grens vormde tussen het graafschap Vlaanderen en het hertogdom Brabant.

## Geschiedenis
Zoals de meeste burchten in de middeleeuwen, zal het oorspronkelijk slot een vierkant gebouw geweest zijn met kantelen en versterkte torens. Daarna werd het complex door zijn opeenvolgende bewoners uitgebreid met verschillende vleugels en torens van verschillende omvang, waardoor de burcht het uitzicht kreeg van een kasteel.
De burcht werd in 1453 door de Gentenaars belegerd tijdens de Gentse Opstand tegen de toenmalige graaf van Vlaanderen, Filips de Goede. De Gentenaars slaagden er echter niet in de burcht te veroveren wegens het hardnekkig verzet van de voogd/kastelein van de burcht, Martin Vilain. In 1458 verkocht Martin Vilain het kasteel en de heerlijkheid Temse aan de Gentse Sint-Pietersabdij.

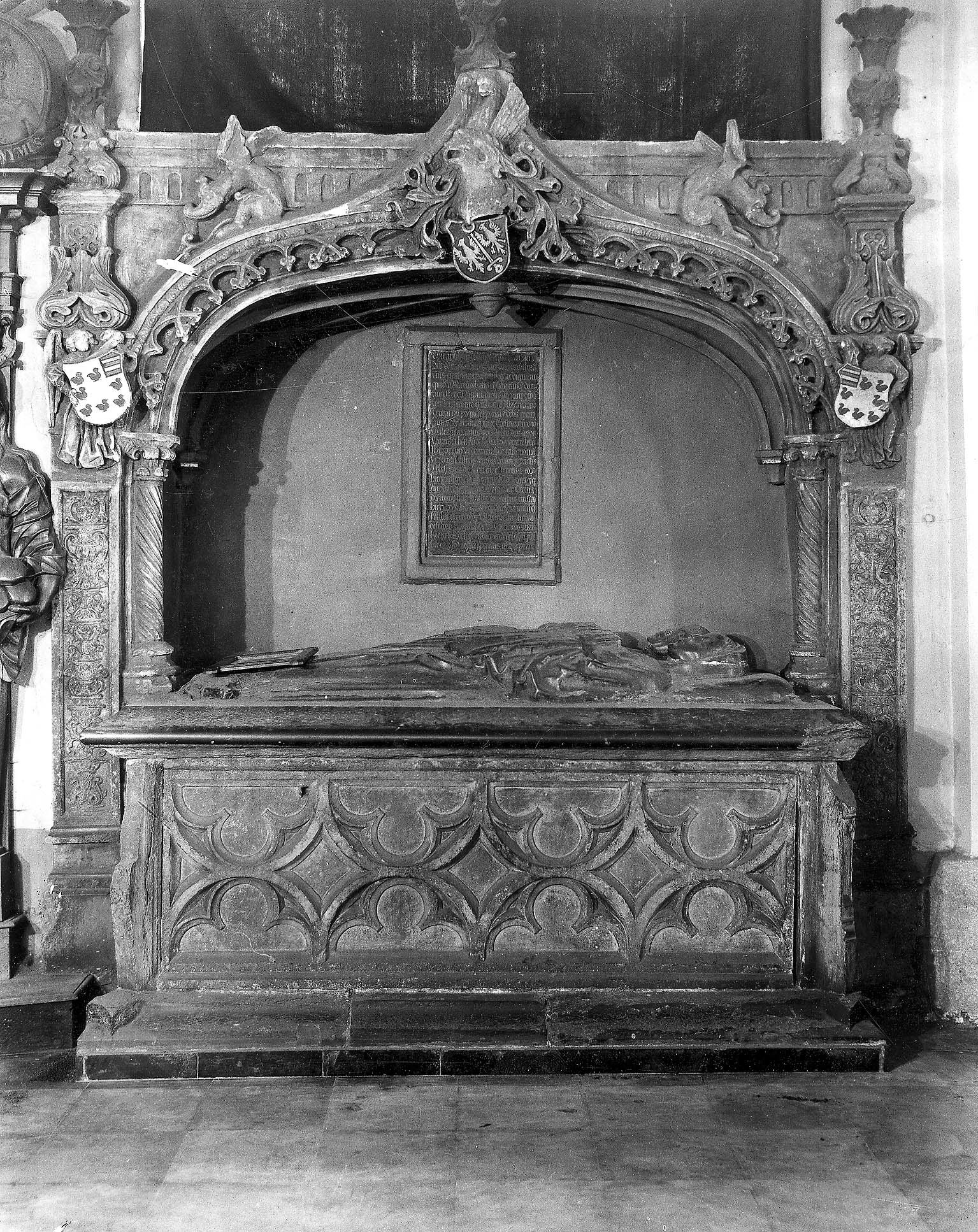
Praalgraf van Roeland Lefevre, bezitter van het kasteel van Temse, in de OLV Kerk van Temse (1517)

De abdij verkocht het kasteel in 1498 voor 53.000 gulden aan Roeland Le Fevre, hofmeester van keizer Maximiliaan en daarna algemeen schatbewaarder' van zijn zoon Filips de Schone. Roland Lefevre verwelkomde op 28 en 29 oktober 1510 de tienjarige aartshertog Karel (de toekomstige keizer Karel V) en zijn tante Margaretha van Oostenrijk op het kasteel. Roland le Fevre stierf in 1517 in het kasteel en werd begraven in de OLV kerk van Temse.
Roeland Lefevre werd opgevolgd door zijn zoon Jan, waarna het kasteel in 1519 in bezit kwam van Willem van Croÿ en zijn echtgenote Marie van Hamal. Deze dame schenkt het kasteel en de heerlijkheid in 1559 aan haar neef baron Jan van Trazignies. 

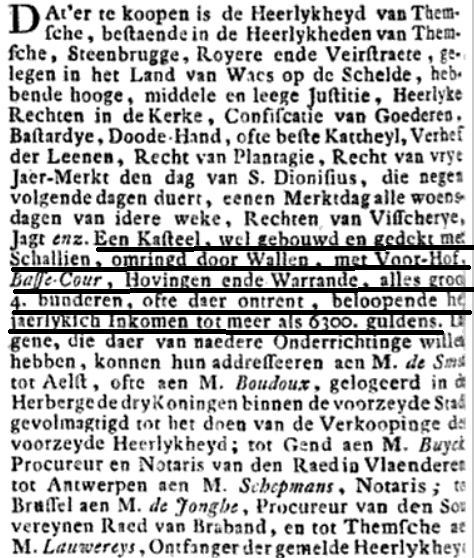
Annonce verkoop kasteel van Temse in de Gazette van Gend van 4 september 1775

Tijdens de calvinistische periode was het kasteel van Temse bezet door verzetslui, die zich echter op het eind van de maand oktober 1583 moesten overgeven aan het leger van Alexander Farnese, de hertog van Parma.
In 1587 komt het kasteel in handen van Maria Christina van Egmont (1550-1621), dochter van de beroemde graaf Lamoraal van Egmont, en van haar derde echtgenoot Karel van Mansfeld. Het is echter haar zoon uit haar eerste huwelijk, Alexander van Bournonville, die eigenaar wordt van het kasteel in 1610. Via zijn moeder was Alexander de Bournonville (1585-1656) verwant met het hof in Firenze en hij heeft de Medici's bezocht in de periode 1601-1605. Mogelijks heeft hij tijdens zijn verblijf in Florence de tekenaar Remigio Cantagallina ontmoet en hem uitgenodigd naar Vlaanderen. Cantagallina heeft immers verscheidene tekeningen van het kasteel van Temse gemaakt in 1612. Zijn tekening van het kasteel van Temse tijdens een vuurwerk is waarschijnlijk de weergave van een feest dat georganiseerd werd door Alexander van Bournonville.
In 1636 werden het kasteel en de heerlijkheid van Temse geconfisqueerd, nadat Alexander van Bournonville, samen met andere edelen, deelgenomen had aan een mislukte samenzwering tegen het Spaanse gezag. Alexander de Bournonville werd ter dood veroordeeld en zijn goederen verbeurdverklaard in een vonnis van de Grote Raad van Mechelen in 1636, waardoor koning Filips IV van Spanje eigenaar werd van van het kasteel en de heerlijkheid.
Op 9 augustus 1646 werd het kasteel gedurende 14 dagen belegerd door scheepslieden en soldaten van de Verenigde Provincies. Het kasteel werd verdedigd door een garnizoen onder leiding van kapitein Hans Verkest. De belegering lukte niet en kostte de Noord-Nederlanders de dood van hun aanvoerder majoor Huygens, maar het kasteel liep wel ernstige schade op; de hofmuur en de bruggen werden door de belegeraars stukgeschoten. Volgens een toenmalige oorkonde werden de herstellingskosten geschat op 1320 gulden en zouden gedurende verscheidene jaren alle inkomsten van de heerlijkheid Temse nodig zijn om het kasteel te herstellen.
Na het sluiten van het Vredesverdrag van Munster werd het kasteel aan de familie Bournonville teruggeschonken in 1649 en wordt Alexander II van Bournonville de eigenaar van het kasteel.
De laatste Bournonville die eigenaar was van het kasteel, was Filips Alexander, die echter kinderloos stierf in 1727. Het kasteel van Temse werd geërfd door zijn zuster Angelica Victoria, die getrouwd was met Jan van Dufort, hertog van Duras.  Het is hun zoon, Emmanuel van Durfort, die het kasteel in september 1775 te koop stelt via een aankondiging in de Gazette van Gend. Een Brussels bankier, Jan Baptist van Schoor koopt het kasteel en de heerlijkheid in 1776. De laatste eigenaars van het oude kasteel waren een nicht van deze bankier, die trouwde met de kanselier van Brabant, Joseph de Crumpipen. de Crumpipen liet het oude kasteel afbreken in 1782.

## Afbeeldingen

Afbeeldingen van het oude kasteel van Temse
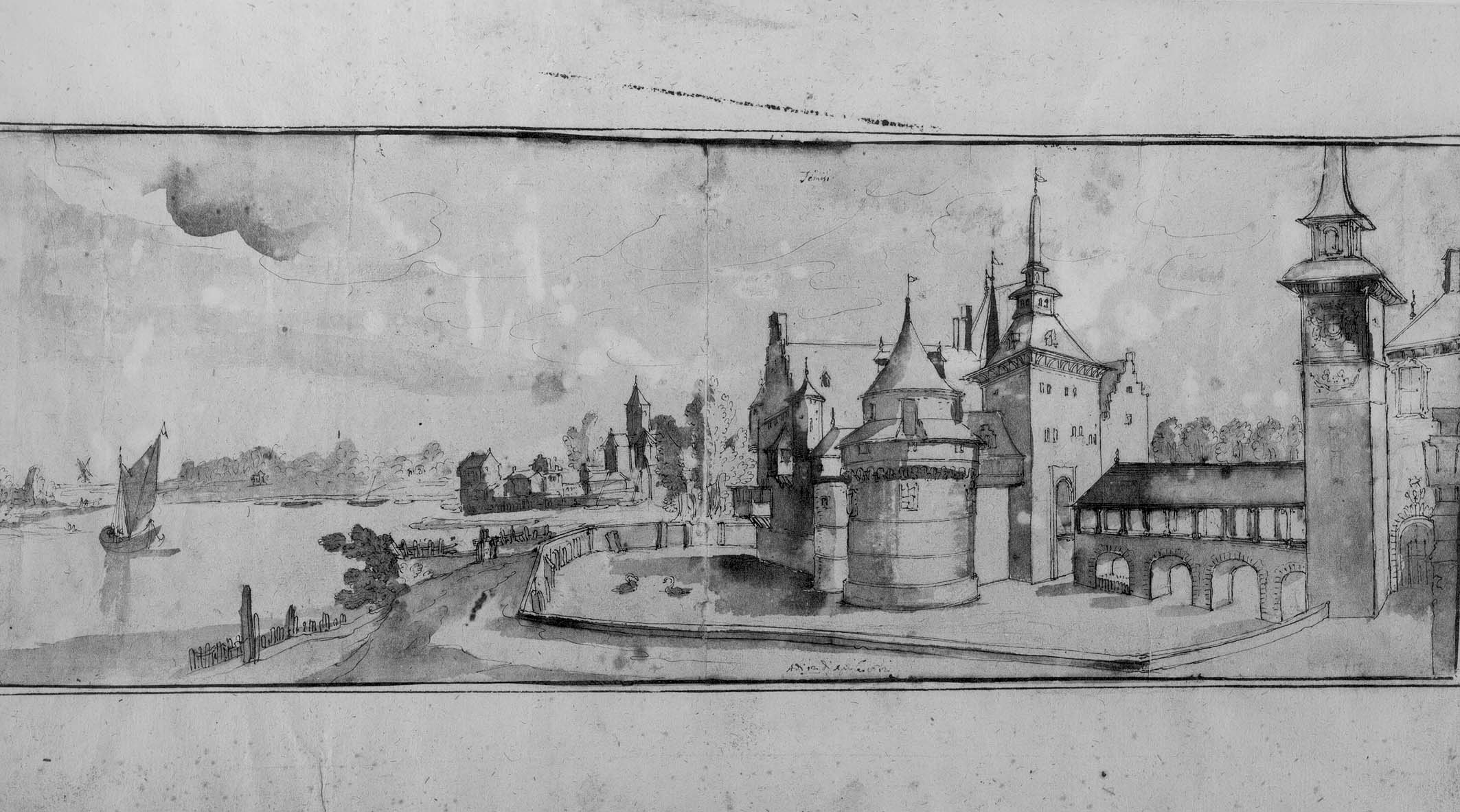
Zicht op het oude kasteel van Temse in 1612, door de Italiaanse tekenaar Remigio Cantagallina
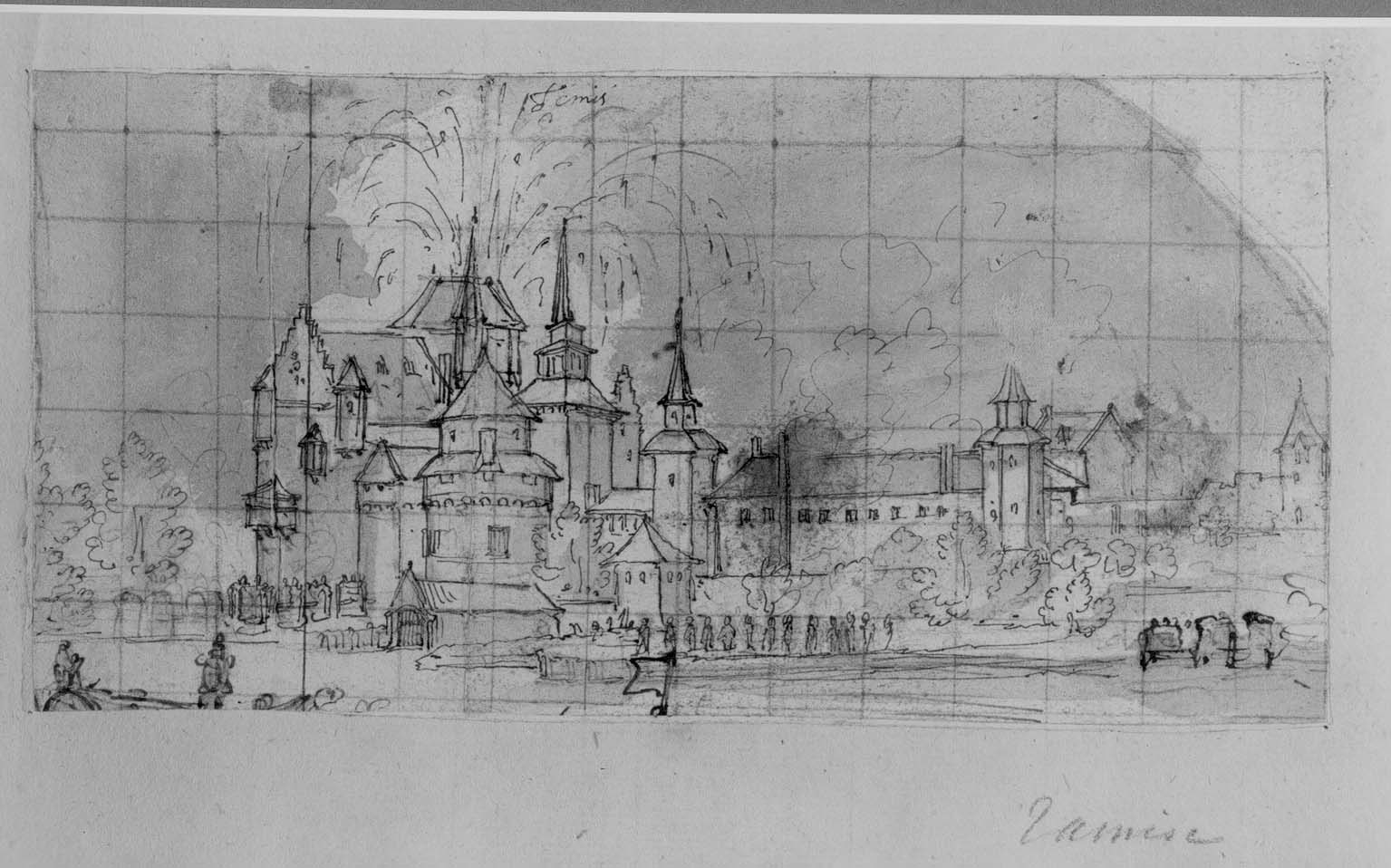
Zicht op het oude kasteel van Temse tijdens een vuurwerk - 1612 - Remigio Cantagallina
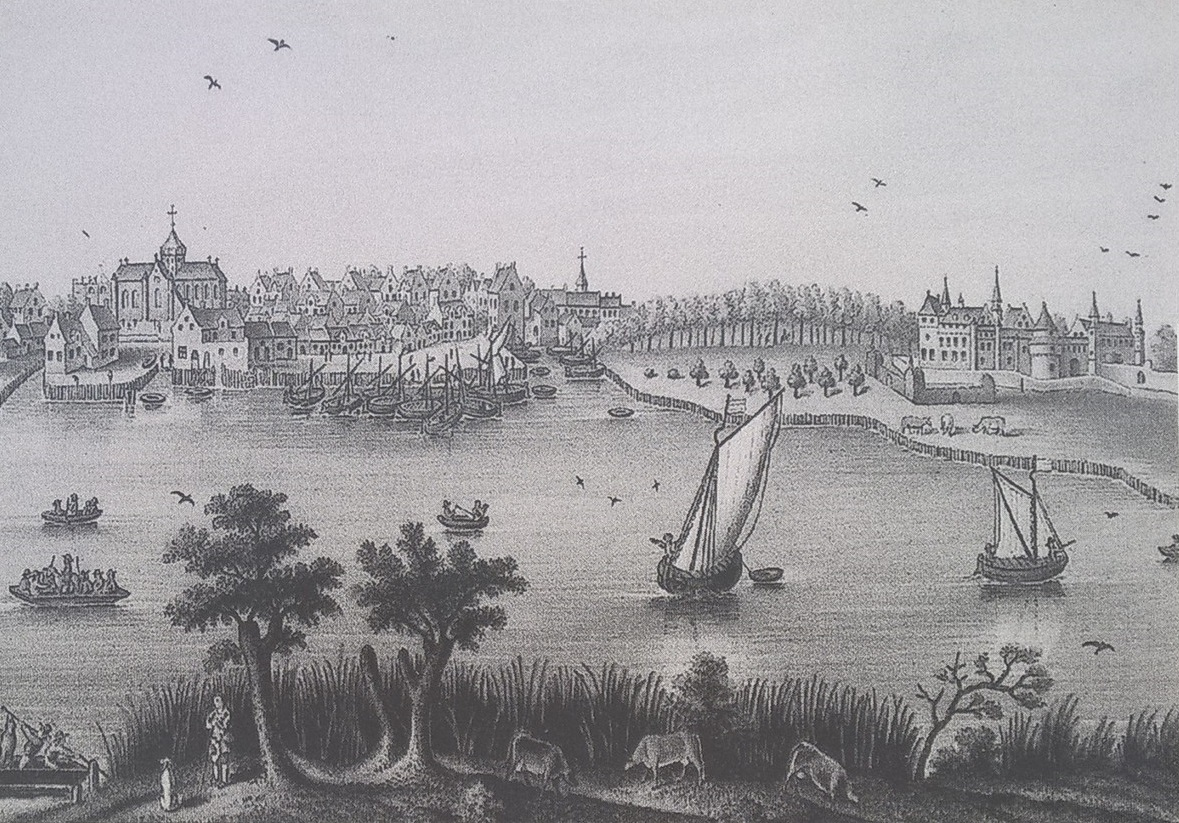
Het oude kasteel van Temse is rechts afgebeeld op het oudste schilderij van Temse - 1621
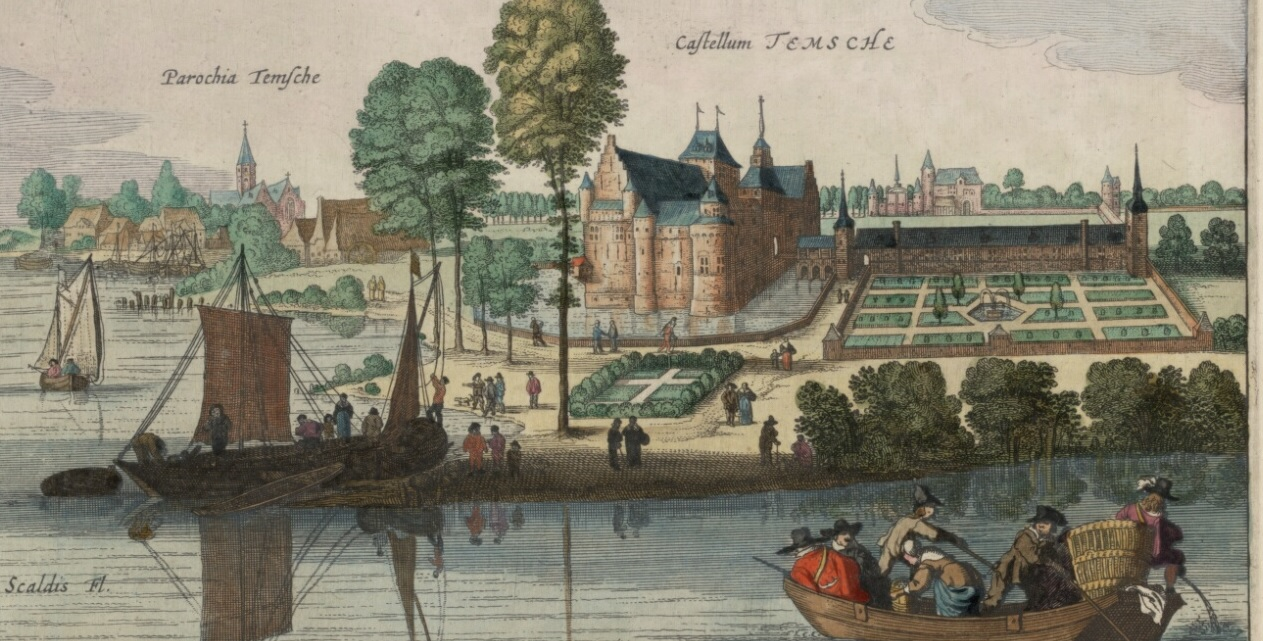
Zicht op het oude kasteel van Temse, door Antonius Sanderus (1641)